# Alessia Cara
Alessia Caracciolo (sinh tháng 11 năm 1996),thường được biết với nghệ danh: Alessia Cara, phát âm:/əˈlɛsiə ˈkɑːrə/) là một ca sĩ kiêm nhạc sĩ người Canada.
Cô đã ký hợp đồng với hãng đĩa Def Jam Recordings và phát hành đĩa đơn đầu tay "Here". Bài hát đạt #19 trên Canadian Hot 100 và #5 trên Billboard Hot 100.
Tại giải Grammy lần thứ 60 tổ chức vào năm 2018, cô vinh dự nhận giải Nghệ sĩ mới xuất sắc nhất.

## Thời thơ ấu
Caracciolo đến từ Brampton, Ontario, cô theo học trường trung học cơ sở Công giáo Cardinal Ambrozic. Ông bà nội của cô là người Siderno, Ý, cha cô sinh ra ở Canada, trong khi mẹ cô là một người Ý nhập cư vào Canada từ Brancaleone
. Khi còn nhỏ, cô từng làm thơ và tham gia diễn sân khấu. Năm 10 tuổi, cô bắt đầu tự học chơi đàn guitar. Năm 13 tuổi, cô tự lập một kênh YouTube để đăng tải các video hát lại các bài hát (cover).

## Sự nghiệp
Cara xuất hiện trên nhiều kênh radio; bao gồm 15 Seconds of Fame trên đài Mix 104.1 ở Boston. Năm 2014, cô ký hợp đồng với EP Entertainment, đĩa nhạc được phát hành dưới tên hãng Def Jam Recordings.
Tháng 4 năm 2015, Cara ra mắt đĩa đơn đầu tay (thuộc hãng Def Jam), có tựa đề "Here". Rolling Stone xếp hạng ca khúc ở vị trí 21 trong danh sách tổng kết năm liệt kê 50 bài hát hay nhất năm 2015.

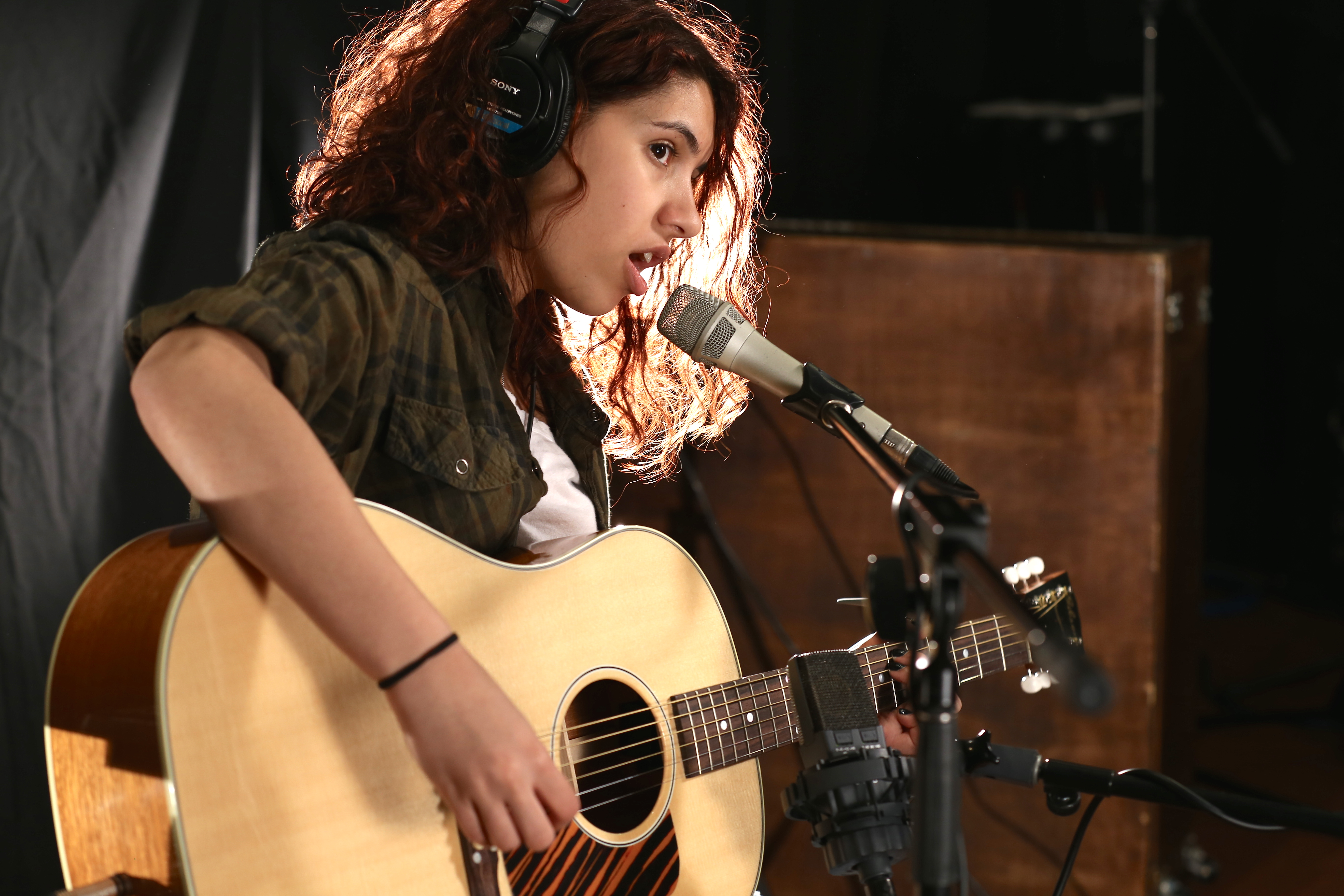
Cara vào tháng 6 năm 2015

Ngày 29 tháng 7 năm 2015, Cara lần đầu xuất hiện trên truyền hình khi biểu diễn ca khúc "Here" trong The Tonight Show của MC Jimmy Fallon. "Here" sau đó nhận được một đề cử cho hạng mục "Original Song" (tạm dịch: Bài hát mới lạ) tại giải Streamy. Cô tiếp tục cho ra mắt một EP mang tên Four Pink Walls, bao gồm "Here" và bốn bài hát khác. Album đầu tay Know-It-All sau đó được phát hành ngày 13 tháng 11 năm 2015.
Cara được trao giải Breakthrough Artist of the Year (Nghệ sĩ mới nổi bật của năm) tải giải Juno 2016. Ngày 7 tháng 3 năm 2016, video ca nhạc cho "Wild Things", đĩa đơn thứ hai từ album được phát hành.
Cara biểu diễn tại Saturday Night Live trong vai trò khách mời vào ngày 4 tháng 2 năm 2017. Ngày 23 tháng 2, một video ca từ của bài hát "Stay" của Zedd hợp tác với Alessia Cara được phát hành. Cara góp mặt trong bài hát "1-800-273-8255" từ album Everybody của Logic.
Ngày 28 tháng 1 năm 2018, Cara nhận giải Nghệ sĩ mới xuất sắc nhất tại giải Grammy lần thứ 60. Cô trở thành nghệ sĩ Canada đầu tiên thắng hạng mục này từ trước đến nay.

## Phong cách nghệ thuật
Alessia Cara là một ca sĩ theo dòng nhạc R&B và alternative R&B. Cô cũng sản xuất nhạc theo phong cách pop, soul và indie pop.
Cô chịu ảnh hưởng từ những nghệ sĩ như Lauryn Hill, Amy Winehouse, Pink, Fergie của the Black Eyed Peas, Drake và Ed Sheeran. Phong cách hát và sáng tác nhạc của cô cũng được so sánh với Lorde, Amy Winehouse, Rihanna hay Norah Jones.

## Giải thưởng
| Năm  | Giải thưởng                         | Hạng mục                                                                      | Tác phẩm                                      | Kết quả      | Chú thích |
| ---- | ----------------------------------- | ----------------------------------------------------------------------------- | --------------------------------------------- | ------------ | --------- |
| 2015 | Streamy Awards                      | Bài hát gốc hay nhất                                                          | "Here"                                        | Đoạt giải    | [ 30 ]    |
| 2016 | BBC Sound of                        | Sound of 2016                                                                 | —                                             |              | [ 31 ]    |
| 2016 | Kids' Choice Awards                 | Nghệ sĩ yêu thích nhất                                                        | Alessia Cara                                  | Đề cử        |           |
| 2016 | Juno Awards                         | Nghệ sĩ đột phá của năm                                                       | Alessia Cara                                  | Đoạt giải    | [ 32 ]    |
| 2016 | Juno Awards                         | Fan Choice Award                                                              | Alessia Cara                                  | Đề cử        | [ 32 ]    |
| 2016 | Juno Awards                         | Đĩa đơn của năm                                                               | "Here"                                        | Đề cử        | [ 32 ]    |
| 2016 | Juno Awards                         | Thu âm R&B/Soul của năm                                                       | Four Pink Walls                               | Đề cử        | [ 32 ]    |
| 2016 | iHeartRadio Music Awards            | Bài hát cover hay nhất                                                        | "Bad Blood" – Bản cover                       | Đề cử        |           |
| 2016 | Radio Disney Music Awards           | Nghệ sĩ đột phá của năm                                                       | Alessia Cara                                  | Đề cử        | [ 33 ]    |
| 2016 | ASCAP Pop Music Awards              | Bài hát trình diễn hay nhất                                                   | "Here"                                        | Đoạt giải    | [ 34 ]    |
| 2016 | Much Music Video Awards             | Video của năm                                                                 | "Here"                                        | Đề cử        | [ 35 ]    |
| 2016 | Much Music Video Awards             | Video pop xuất sắc nhất                                                       | "Here"                                        | Đề cử        | [ 35 ]    |
| 2016 | Much Music Video Awards             | Nghệ sĩ Canada nổi tiếng nhất                                                 | "Here"                                        | Đề cử        | [ 35 ]    |
| 2016 | Much Music Video Awards             | Nghệ sĩ Canada mới xuất sắc nhất                                              | "Here"                                        | Đoạt giải    | [ 35 ]    |
| 2016 | Much Music Video Awards             | Đĩa đơn Canada của năm bởi iHeartRadio                                        | "Here"                                        | Đề cử        | [ 35 ]    |
| 2016 | Much Music Video Awards             | Video Fan Fave                                                                | "Here"                                        | Đề cử        | [ 35 ]    |
| 2016 | Much Music Video Awards             | Nghệ sĩ hoặc nhóm nhạc Fan Fave                                               | Alessia Cara                                  | Đề cử        | [ 35 ]    |
| 2016 | BET Awards                          | Best New Artist                                                               | Alessia Cara                                  | Đề cử        | [ 36 ]    |
| 2016 | Giải SOCAN                          | Nghệ sĩ đột phá                                                               | Alessia Cara                                  | Đoạt giải    | [ 37 ]    |
| 2016 | Canadian Radio Music Awards         | Nghệ sĩ hoặc nhóm nhạc mới xuất sắc nhất: CHR                                 | Alessia Cara                                  | Đoạt giải    | [ 38 ]    |
| 2016 | MTV Video Music Awards              | Video pop xuất sắc nhất                                                       | "Wild Things"                                 | Đề cử        | [ 39 ]    |
| 2016 | Giải Âm nhạc châu Âu của MTV        | Nghệ sĩ Canada xuất sắc nhất                                                  | Alessia Cara                                  | Đề cử        |           |
| 2016 | Giải Âm nhạc châu Âu của MTV        | Best Push Act                                                                 | Alessia Cara                                  | Đề cử        |           |
| 2016 | Giải Âm nhạc Mỹ                     | Nghệ sĩ mới của năm                                                           | Alessia Cara                                  | Đề cử        |           |
| 2016 | MTV Video Music Awards Japan        | Video R&B xuất sắc nhất                                                       | "Here"                                        | Đề cử        |           |
| 2016 | BBC Music Awards                    | Bài hát của năm                                                               | "Here"                                        | Đề cử        |           |
| 2017 | People's Choice Awards              | Nghệ sĩ đột phá yêu thích                                                     | Alessia Cara                                  | Đề cử        | [ 40 ]    |
| 2017 | iHeartRadio Music Awards            | Nghệ sĩ pop mới xuất sắc nhất                                                 | Alessia Cara                                  | Đề cử        |           |
| 2017 | iHeartRadio Music Awards            | Ca từ hay nhất                                                                | "Scars to Your Beautiful"                     | Đề cử        |           |
| 2017 | Canadian Screen Awards              | Màn biểu diễn trong một loạt chương trình hài tạp kỹ hoặc sê-ri xuất sắc nhất | Juno Awards of 2016                           | Đề cử        |           |
| 2017 | Juno Awards                         | JUNO Fan Choice Award                                                         | Alessia Cara                                  | Đề cử        | [ 41 ]    |
| 2017 | Juno Awards                         | Đĩa đơn của năm                                                               | "Wild Things"                                 | Đề cử        | [ 41 ]    |
| 2017 | Juno Awards                         | Nghệ sĩ của năm                                                               | Alessia Cara                                  | Đề cử        | [ 41 ]    |
| 2017 | Juno Awards                         | Album pop của năm                                                             | Know-It-All                                   | Đoạt giải    | [ 41 ]    |
| 2017 | Radio Disney Music Awards           | Nghệ sĩ đột phá của năm                                                       | Alessia Cara                                  | Đoạt giải    | [ 42 ]    |
| 2017 | Radio Disney Music Awards           | Bài hát tình yêu hay nhất                                                     | "Wild" (Troye Sivan hợp tác với Alessia Cara) | Đề cử        | [ 42 ]    |
| 2017 | Canadian Music Awards               | Fans Choice Award                                                             | Alessia Cara                                  | Đoạt giải    |           |
| 2017 | Canadian Music Awards               | Nghệ sĩ đơn ca hoặc nhóm nhạc mới xuất sắc nhất: Mainstream AC                | Alessia Cara                                  | Đoạt giải    |           |
| 2017 | Canadian Music Awards               | Bài hát của năm                                                               | "Wild Things"                                 | Đề cử        |           |
| 2017 | Giải thưởng âm nhạc Billboard       | Nghệ sĩ mới xuất sắc nhất                                                     | Alessia Cara                                  | Đề cử        | [ 43 ]    |
| 2017 | iHeartRadio Much Music Video Awards | Người Canada nổi tiếng nhất                                                   | Alessia Cara                                  | Đề cử        | [ 44 ]    |
| 2017 | iHeartRadio Much Music Video Awards | Đĩa đơn Canada của năm                                                        | "Scars to Your Beautiful"                     | Đề cử        | [ 44 ]    |
| 2017 | iHeartRadio Much Music Video Awards | Nghệ sĩ hoặc nhóm Fan Fave                                                    | Alessia Cara                                  | Đề cử        | [ 44 ]    |
| 2017 | Teen Choice Awards                  | Choice Female Artist                                                          | Alessia Cara                                  | Đề cử        | [ 45 ]    |
| 2017 | Teen Choice Awards                  | Bài hát lựa chọn: Nghệ sĩ nữ                                                  | "Scars To Your Beautiful"                     | Đề cử        | [ 45 ]    |
| 2017 | Teen Choice Awards                  | Hợp tác lựa chọn                                                              | "Stay" (với Zedd)                             | Đề cử        | [ 45 ]    |
| 2017 | Giải Video âm nhạc của MTV          | Bài hát dance hay nhất                                                        | "Stay" (với Zedd)                             | Đoạt giải    | [ 46 ]    |
| 2017 | Giải Video âm nhạc của MTV          | Best Fight Against The System                                                 | "Scars To Your Beautiful"                     | Đoạt giải    | [ 46 ]    |
| 2017 | Giải Video âm nhạc của MTV          | Video của năm                                                                 | "Scars To Your Beautiful"                     | Đề cử        | [ 46 ]    |
| 2017 | Giải Video âm nhạc của MTV          | Best Direction                                                                | "Scars To Your Beautiful"                     | Đề cử        | [ 46 ]    |
| 2017 | Giải thưởng Âm nhạc Mỹ              | Nghệ sĩ Pop/Rock yêu thích                                                    | Alessia Cara                                  | Đề cử        | [ 47 ]    |
| 2018 | Giải Grammy                         | Nghệ sĩ mới xuất sắc nhất                                                     | Alessia Cara                                  | Đoạt giải    | [ 48 ]    |
| 2018 | Giải Grammy                         | Bài hát của năm                                                               | "1-800-273-8255" (với Logic và Khalid)        | Đề cử        | [ 48 ]    |
| 2018 | Giải Grammy                         | Video âm nhạc xuất sắc nhất                                                   | "1-800-273-8255" (với Logic và Khalid)        | Đề cử        | [ 48 ]    |
| 2018 | Giải Grammy                         | Trình diễn Song ca/nhóm nhạc pop xuất sắc nhất                                | "Stay" (với Zedd)                             | Đề cử        | [ 48 ]    |
| 2018 | iHeartRadio Music Awards            | Hợp tác xuất sắc nhất                                                         | "Stay" (với Zedd)                             | Chưa công bố | [ 49 ]    |
| 2018 | iHeartRadio Music Awards            | Bài hát dance của năm                                                         | "Stay" (với Zedd)                             | Chưa công bố | [ 49 ]    |
| 2018 | iHeartRadio Music Awards            | Nghệ sĩ nữ của năm                                                            | Alessia Cara                                  | Chưa công bố | [ 49 ]    |